# Madonna col Bambino e san Giovannino (Andrea del Sarto e bottega)
La Madonna col Bambino e San Giovannino è un dipinto a olio su tavola dell'artista italiano Andrea del Sarto, in cui però non manca un massiccio intervento della sua bottega (forse il Pontormo). Oggi il dipinto è custodito alla Galleria Borghese di Roma (Italia).

## Storia
Il dipinto venne realizzato nel XVI secolo da Andrea del Sarto. La sua attribuzione è stata discussa in passato ed infatti si è dovuta vedere una serie di passaggi attributivi per poi giungere finalmente a confermare la paternità ad Andrea del Sarto. Ma, sebbene oggi l'autografia sartesca è indiscussa, è comunque innegabile la presenza massiccia della collaborazione della bottega per la realizzazione di questo dipinto e forse gran parte della sua creazione si deve alla mano dell'allievo Pontormo, che, stando a Giorgio Vasari, proprio in quegli anni aiutava Andrea. Infatti il Vasari, parlando delle realizzazione di una predella, scrisse che:
(Giorgio Vasari, nella Vita di Iacopo da Puntormo pittore fiorentino)
Non si sanno con precisione le vicende successive alla sua realizzazione, ma comunque oggi il dipinto è custodito nelle collezioni della Galleria Borghese di Roma.

## Descrizione
L'opera è un dipinto a olio su tavola che misura 80 cm in altezza e 60 cm in larghezza.
L'opera ha una struttura piramidale e le tre figure si compongono come se fossero un unico corpo. La figura preponderante e centrale è quella di Maria, che è seduta scalza in una ambientazione campestre ed è vestita con una lunga veste rosa, stretta sotto il seno da un nastro blu, e con un mantello blu, che le copre parte del capo, le spalle e la gamba destra; tutti e due gli abiti sono rifiniti in oro lungo i bordi. Alla sua sinistra (destra del quadro), Maria ha poggiato sulla sua gamba sinistra il figlio bambino Gesù, che si erge in piedi e che sarebbe completamente nudo se non fosse per una velo trasparente nella parte inferiore del corpo e ha in mano un uccellino, probabilmente un cardellino (Carduelis carduelis). Infine, alla destra di Maria (sinistra del quadro), sotto il suo sguardo e appoggiato alla sua gamba destra, si erge invece sul suolo il piccolo Giovannino, che guarda lo spettatore, è seminudo, è vestito con un tessuto blu foderato di pelliccia e porta in mano una croce fatta di canne sottili.